# Bufoides kempi
Bufoides kempi es una especie de anfibio anuro de la familia Bufonidae. Solo se conoce de una zona a unos 750 m de altitud en las montañas Garo, Megalaya, nordeste de la India. Es una especie arbórea que habita en bosques mayoritariamente perennifolios. No se sabe mucho de esta especie, aunque se cree que probablemente se reproduzca en arroyos.